# تسجيل ثنائي الأذن

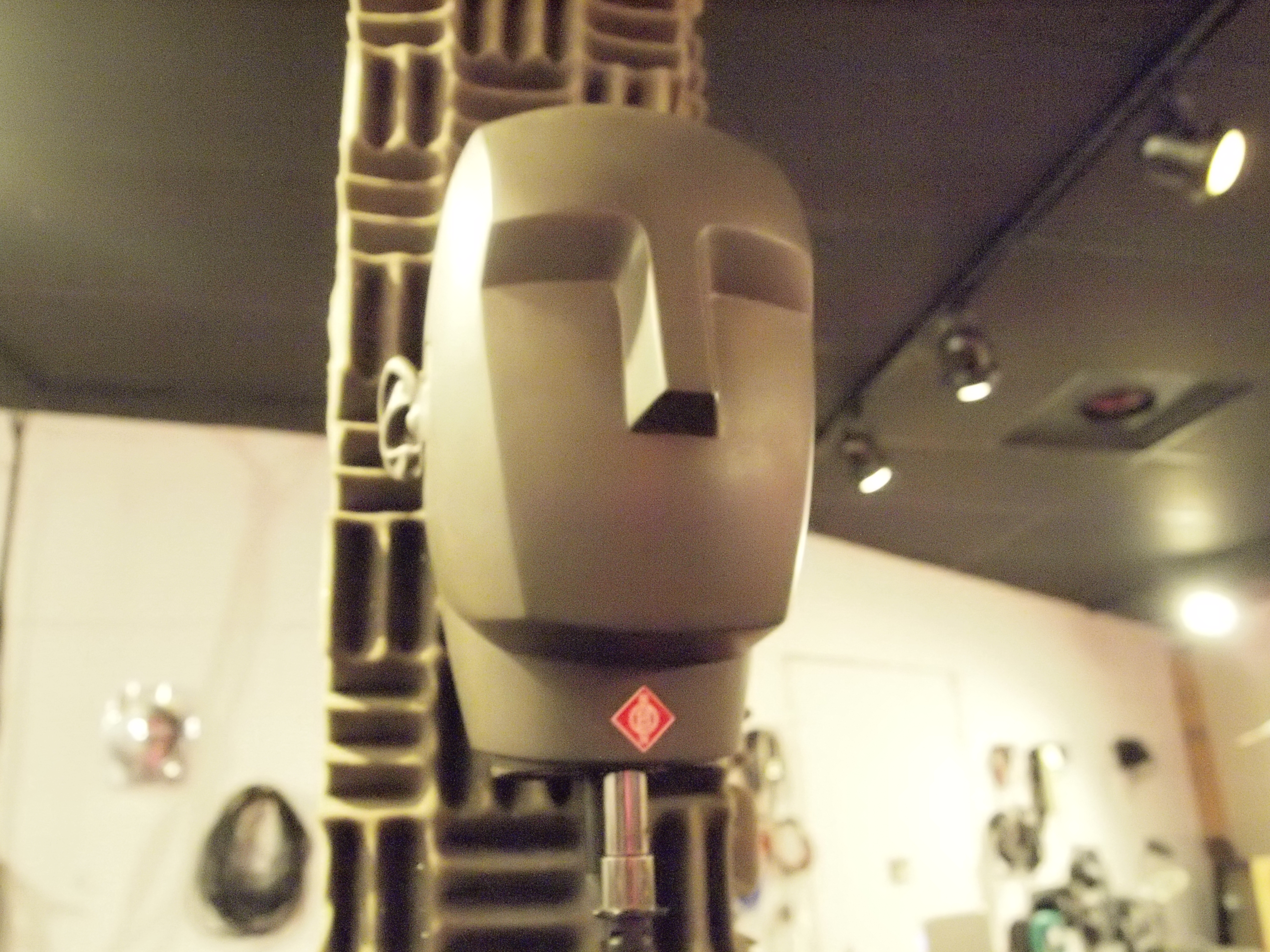
ميكروفون نيومان كي يو100 يستخدم لتسجيل الصوت المسموع بكلتا الأذنين

تسجيل ثنائي الأذنين أو التسجيل بكلتا الأذنين هي طريقة لتسجيل الصوت باستخدام ميكروفونين وضعا بهدف خلق إحساس صوت ستيريو ثلاثي الأبعاد للمستمع كأنه موجود بالفعل في الغرفة مع الآلات أو الفنانين. غالبًا ما يتم إنشاء هذا التأثير باستخدام تقنية تُعرف باسم «تسجيل رأس الدمية»، حيث يتم تجهيز رأس تمثال عارضة الأزياء (مانيكان) بميكروفون في كل أذن. يعمل التسجيل ثنائي الأذنين فقط مع سماعات الرأس ولن يخرج الصوت بشكل صحيح عبر مكبرات صوت ستريو. فكرة إخراج الصوت على شكل ثلاثي الأبعاد أو «داخلي» كان لها تأثير إيجابي واستخدمت في العديد من التقنيات مثل السماعات التي تخلق الصوتيات «الداخلية» وأفلام أي ماكس لتكون قادرة على خلق تجربة صوتية ثلاثية الأبعاد. 
كثيرا ما يتم الخلط بين مصطلح «ثنائي الأذن» كمرادف لكلمة " ستريو "، وهذا يرجع جزئيا إلى كمية كبيرة من سوء الاستخدام في منتصف الخمسينات من قبل شركات صناعة التسجيلات، باعتبارها كلمة تسويقية طنانة. لا تحاكي تسجيلات الاستريو التقليدية تباعد الأذن الطبيعي، حيث أن هذه الأشياء تحدث بشكل طبيعي عندما يستمع الشخص، مما يولد ما يسمى بفرق التوقيت بين الأذنين واختلافات حدة الصوت بين الأذنين. لأن الأصوات في مكبر الصوت في الاستريو التقليدي تتداخل مع استنساخ الأذنين، يجب استعمال سماعات الرأس أو إلغاء تداخل الموجات الصوتية في مكبرات الصوت مثل آمبيوفونيك. للاستماع باستخدام التقليدية المتكلم ستيريو، أو مشغلات أم بي 3 ، قد يكون استعمال دمية بدون صيوان الأذن هو الأفضل لمحاكاة الأذنين، مثل الميكروفون الكروي أو آمبيوفون. 

## تقنية التسجيل
عبر طريقة تسجيل بسيطة، يتم وضع ميكروفونين بإتجاهين متعاكسين يبعدان 18 سم عن بعضها البعض. هذه الطريقة لا تخلق تسجيل الأذنين الحقيقي. لكن المسافة والموضع تشابه تقريبًا متوسط موضع قنوات الأذن البشرية، ولكن هذا ليس كل ما هو مطلوب. توجد تقنيات أكثر تفصيلا في أشكال معبأة سلفا. تحتوي وحدة تسجيل الأذنين النموذجية على اثنين من الميكروفونات عالية الدقة مثبتة على رأس دمية، مدمجة في قوالب على شكل الأذن لالتقاط جميع تغيرات تردد الصوت (المعروفة باسم وظائف النقل المتعلقة بالرأس في مجتمع الأبحاث الصوتية الصوتية) يحدث هذا بشكل طبيعي عندما يلتف الصوت حول رأس الإنسان ويتم «تشكيله» على شكل الأذن الخارجية والداخلية. تعد Neumann KU-81 و KU-100 أكثر حزم الأذنين استخدامًا، خاصة من قبل الموسيقيين. يمكن تحقيق إصدار مبسط من تسجيلات الأذنين باستخدام الميكروفونات مع فاصل، مثل Jecklin Disk . لا يمكن الحفاظ على جميع الإشارات المطلوبة لتحديد مصادر الصوت بشكل فائق الدقة بهذه الطريقة، ولكنها تعمل أيضًا بشكل جيد من أجل إعادة إنتاج السماعات الخارجية. 
في أواخر الستينيات من القرن الماضي، عرضت شركة آيوا وسوني سماعات الرأس مع زوج من الميكروفونات المثبتة على طوق الرأس حول بوصتين فوق الأذنين. سمحت هذه السماعات بتسجيلات تحاكي تسجيلات ثنائية الأذن. 
يمكن ربط الميكروفونات المصغرة «في الأذن» أو «القريبة من الأذن» بجهاز تسجيل صوتي رقمي محمول أو مسجل صغير، لتجاوز الحاجة إلى رأس دمية عن طريق استبدالها برأس المسجل. تم تقديم أول ميكروفونات ثنائية الأذن باستخدام رأس المسجل من قبل سنهيسر في عام 1974. قدمت شركة كور ساوند في عام 1989 أول ميكروفونات مثبتة على الأذنين باستخدام رأس المسجل. قدمت ساوندز بورفيشينال في عام 1999 أول ميكروفونات ثنائية الأذن «داخل الأذن» باستخدام رأس المسجل. تقدم شركة رونالد أيضًا مجموعة ميكروفون CS-10EM في الأذنين. 

## تقنيات إعادة التسجيل ثنائي الأذن
التقنية المستخدمة في إعادة التسجيل ثنائي الأذن بسيطة، لكنها لم ترسخ بشكل كافٍ. وهي تستعمل نفس مبادئ العولمة،  وهي تقنية يستخدمها المصممون الصوتيون للأفلام حيث يتم تشغيل الصوت عبر مكبر صوت عالٍ في موقع حقيقي ثم إعادة تسجيله، مع مراعاة جميع جوانب وخصائص بيئة العالم الحقيقي.
إن استخدام المساحة لمعالجة الصوت ثم إعادة تسجيله ليس بالأمر الجديد لأنه شيء تم القيام به من خلال استخدام غرف الصدى في استوديوهات التسجيل لسنوات عديدة. في عام 1959، اشتهرت إيرفينج تاونسيند بغرفة الصدى خلال عملية ما بعد الإنتاج من ألبوم مايلز ديفيس عام 1959.
في إعادة التسجيل ثنائي الأذن، يتم استخدام ميكروفون ثنائي الأذن لتسجيل المحتوى الذي يتم تشغيله عبر إعداد مكبر صوت متعدد القنوات. يقوم رئيس الأذنين أو الميكروفون نظريًا بتسجيل كيفية سماع البشر لمحتوى متعدد القنوات. على سبيل المثال، عندما يتم تسجيل الموسيقى التصويرية لفيلم بواسطة الميكروفون ثنائي الأذن مع جميع الإشارات البيئية لموقع معين، وكذلك الارتدادات، بما في ذلك تلك التي تم إنشاؤها بواسطة الجذع الخاص بنا (بافتراض استخدام نموذج HATS ). يمكن أن تنتج هذه الطريقة لإخراج تسجيلات ثنائية الأذن من خلال طراز نيون KU100  أو HATS على سبيل المثال، صوتًا ثلاثي الأبعاد مقنعًا. 
هناك مشكلة شائعة تتمثل في عدم قدرة المستمعين ببساطة على فهم التسجيلات ثنائية الأذن، وفي معظم الحالات عدم القدرة على الإحساس بالخارجية. ومع ذلك، تعتبر هذه المشكلة شائعة بين جميع التسجيلات ثنائية الأذن، وهي ليست مشكلة خاصة بإعادة التسجيل.